# Inondations de 1977 en Gascogne

Localisation des coteaux de Gascogne, entre Adour et Garonne, en aval du piémont pyrénéen, dans le Grand Sud-Ouest français.

Les inondations de 1977 en Gascogne, engendrées par des précipitations inhabituelles provoquant la crue des cours d'eau des bassins versants situés au cœur de la région, ont occasionné des pertes humaines et des dégâts matériels sans précédent pour ce type d'événement dans cette partie du bassin aquitain et révélé le caractère insuffisant du système de prévention et l'inadéquation de la structure agro-hydrologique gasconne.

## Déroulement de la catastrophe
Après un printemps frais et pluvieux dans la région, des orages localisés alternent, depuis le début du mois de juillet, avec des journées de forte chaleur. Dans la nuit du 6 au 7 juillet, les secteurs de Marmande et Condom connaissent d'importantes précipitations. La pluie tombe sans discontinuer sur toute la Gascogne depuis la soirée du 7 juillet : dès 19 heures, des paquets de cumulo-nimbus s'amassent au pied nord des Pyrénées et à 21 h, une progression est constatée (a posteriori) du sud-ouest vers le nord-est de la Gascogne, du plateau de Lannemezan à l'est de la Baïse jusqu'au bassin moyen de la Save. L'intensité des abats d'eau est telle que, en 5 heures, les villes de Castelnau-Magnoac et L'Isle-en-Dodon sont noyées sous 100 millimètres de pluie.
Le 8 juillet à 3 heures du matin, la Save, transformée en torrent, ravage le village de vacances de L'Isle-en-Dodon. Cinq personnes trouvent la mort. Les vacanciers trouvent refuge dans les arbres du camping. La ville d'Auch n'est alertée qu'à 7 heures du matin, alors que le Gers a déjà dépassé la côte d'alerte de plus d'un mètre cinquante. Les villes de Masseube, Mirande, Lombez, Saramon, L'Isle-Jourdain, Lombez, Fleurance, sont menacées par la montée du niveau de la Baïse, de la Save, de la Gimone et du Gers (4 mètres 14 à Auch dès 9 heures du matin). Les services météorologiques publient, à 10 heures, pour les Gaves, l'Adour, l'Ariège et la Garonne (dans ses parties supérieure et moyenne), un avis de préalerte indiquant (toujours a posteriori) les chutes d'eau occasionnées lors des douze dernières heures par un corps pluvio-orageux stationné sur l'Ariège et les Pyrénées centrales. La Gascogne est oubliée.
Or, la pluie redouble d'intensité. À 9 h, la cote du Gers à Auch est de 4,37 m, atteignant dès 12 heures le niveau de la crue de 1952 (5 mètres 15). Le Gers qui, remontant par les égouts, a déjà envahi les rues de la basse ville autour de la « Patte d'oie », voit son débit augmenter de manière soudaine (1 mètre par heure) et importante (7 mètres 76 à 15 heures 40), gonflé par ses affluents, le Sousson et le Cédon : la basse ville est dévastée et coupée de sa partie haute, la crue ayant emporté deux ponts de la ville (pont Saint Pierre). Le Gers amorce sa décrue sur la ville dès 16 heures, toutes pluies ayant cessé sur la Gascogne. Cinq personnes sont tuées sur la ville d'Auch et 5 000 y sont sinistrées.
Suivant sa course folle vers la Garonne, le Gers emporte sur son passage la petite ville de Montestruc pendant que les autres rivières inondent les plaines alluviales, arrêtées uniquement par les contreforts des coteaux de Gascogne. C'est ainsi que la station thermale de Castéra-Verduzan est ravagée en une heure par l'Auloue. Au matin du 9 juillet, le Gers atteindra la hauteur de 8 mètres 90 à Layrac, point de confluence avec la Garonne.
À 19 heures, alors que la pluie a cessé depuis 16 heures et que le Gers a amorcé sa décrue, le plan ORSEC est enfin mis en œuvre. Il mobilise jusqu'au 25 juillet 500 CRS, 250 secouristes de la Croix-Rouge et plus de 1 500 volontaires organisés au sein de 43 centres de secours déployés dans toute la région.
Le département du Gers comptera 51 communes touchées, plus de 6 000 sinistrés dont 5 000 à Auch, 16 morts, 2 200 maisons endommagées, 50 000 hectares ravagés et 18 ponts emportés. Les dégâts sont globalement estimés à 1 milliard de francs de l'époque.

## Analyse des causes et des conséquences
L'analyse de la situation météorologique des journées des 6, 7 et 8 juillet 1977 a révélé une circonstance quasiment imprévisible et imparable sur laquelle les moyens de prévention ne seront jamais qu'incomplètement opérants : un « déluge » soudain et ininterrompu durant, par endroits, près de dix-sept heures avec deux épisodes paroxystiques dont un en milieu de nuit. Ce type de manifestation ne peut qu'être « subi », les prévisions météo les plus fines n'étant pas en mesure d'en prévoir l'intensité, la durée et/ou l'extension, et le calcul de la probabilité des périodes de retour des crues centennales ou millénales étant plus qu'aléatoire. Sauf, au mieux, à en diffuser l'alerte de manière à permettre aux citoyens et aux services publics de s'organiser.
Les efforts de prévention ont dès lors porté, certes sur l'amélioration des systèmes d'alerte des averses inondantes, mais surtout sur les causes structurelles du désastre dont l'analyse a conclu à la nécessité de « faire la part de l'eau », de « laisser la place à la crue », en agissant sur la prévention de ses effets par une véritable politique d'aménagement et d'entretien du territoire et sur le respect de la législation sur les zones inondables par les rivières gasconnes, ce qui était bien loin d'être le cas en 1977, alors que ces effets n'étaient pas ignorés puisque la crue de 1952 était encore dans les mémoires, si ce n'est celle de 1897.

### Une cause conjoncturelle: la situation météorologique exceptionnelle

Les bassins versants de l'Adour et de la Garonne

Le mois de juillet est, en Gascogne, un mois où se produisent d'intenses averses orageuses. En ce sens, l'averse du 6 pouvait ne pas révéler de caractère exceptionnel et rien ne laissait présumer l'ampleur qu'allait prendre ce phénomène lors des journées des 7 et 8 juillet 1977, tant dans son intensité, que dans sa durée ou dans le déplacement de sa localisation et d'autant que les journées orageuses des 2 et 3 avaient été suivies d'un grand ensoleillement les 4 et 5 :

#### La durée et l'intensité de l'averse
Roger Lambert et Jean-Pierre Vigneau donnent dans leur étude les informations suivantes extraites des données fournies par les pluviographes :

« 16 heures à Castelnau-Magnoac, de 23 h le 7 à 15 h le 8 : 154 mm ; 
16 heures à L'Isle-en-Dodon, de 0 h à 16 h le 8 : 151 mm ; 
17 heures à Masseube, de 20 h le 7 à 13 h le 8 : 131 mm ;
17 heures à Auch, de 20 h le 7 à 13 h le 8 : 175 mm. »

L'analyse plus fine de ces durées déjà extraordinaires pour une intensité aussi diluvienne les rend encore plus impensables de par les deux périodes paroxystiques qui sont venues aggraver la situation :
Le paroxysme « de la nuit » :
- L'Isle-en-Dodon : 56 mm en 1 h 15, entre 2 et 3 h le matin du 8,
- Castelnau-Magnoac : 35 mm en 1 h, entre 2 et 3 h,
- Gimont : 50 mm en 2 h, entre 4 et 6 h,
- L'Isle-Jourdain : 40 mm en 2h entre 4 et 6 h.

Le paroxysme « de midi » :
- Auch : 20 mm/h pendant 5 h entre 7 h et 12 h puis encore 25 mm entre 12 et 13 h (à comparer aux 4 mm/h tombés entre 20 h et 7 h),
- Labéjan : 105 mm en 2 h entre 11 h et 13 h (le « record », s'il est permis d'employer ce terme).

#### La localisation des précipitations
Ici les données ne sont plus fournies que par les pluviomètres.

### Des causes structurelles

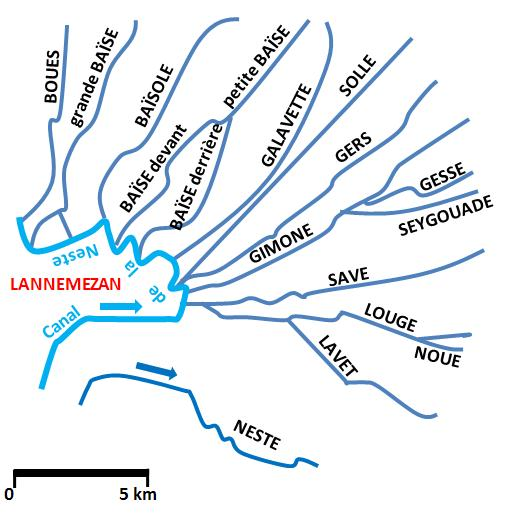
Le canal de la Neste et la source des rivières gasconnes, sur le plateau de Lannemezan, constituant le « système Neste ».

#### Le réseau hydrographique gascon
Le réseau hydrographique gascon est constitué, pour l'essentiel, de rivières prenant naissance dans le piémont pyrénéen, disposées selon une orientation sud-nord, puis est-ouest pour une partie, et complétées par de nombreux petits affluents latéraux. Le premier groupe de ces cours d'eau rejoint l'océan Atlantique après avoir traversé les départements des Landes et des Pyrénées-Atlantiques. Le deuxième traverse pour la plus grande part le département du Gers, en drainant d'étroits bassins versants, donnant au relief des coteaux de Gascogne l'apparence d'un éventail, pour enfin se jeter dans la Garonne.

##### Le système Neste
Dès le XIXe siècle, une réponse est trouvée à l'importante question des besoins en eau posée, dès la fin du printemps, par l'étiage inquiétant que connaissent les rivières gasconnes à la suite du régime de hautes eaux de l'hiver. De la proximité avec la Neste, autre affluent de la Garonne et ruisseau des Pyrénées pouvant se transformer en torrent, naît l'idée d'utiliser cette réserve potentielle pour alimenter, aux périodes cruciales, les cours d'eau gersois asséchés : entre les années 1848 et 1862 est ainsi créé le canal de la Neste, un canal de 28 kilomètres, d'une capacité de 7 mètres cubes (portée à 14 mètres cubes dans les années 1950) qui, depuis Sarrancolin, va acheminer par gravitation jusqu'au plateau de Lannemezan les eaux de printemps stockées en prévision des besoins de l'été dans des réservoirs de haute montagne d'une capacité totale de 48 millions de mètres cubes.
Ce que l'on appelle désormais « le système Neste » est constitué du bassin versant de douze cours d'eau répartis sur les 8 000 kilomètres carrés de la région géographique de Gascogne : la Neste (rattachée, elle, aux Pyrénées), le Bouès, l'Osse, la Baïse, le Gers, l'Arrats, la Gimone, la Gesse, la Save, la Louge, la Noue et le Lavet drainant les départements de Haute-Garonne, Gers, Hautes-Pyrénées et Tarn-et-Garonne, en région Midi-Pyrénées, et Lot-et-Garonne, en Nouvelle-Aquitaine.

##### Les rivières gersoises
Dissociées de l'Adour et de ses affluents après la bifurcation de ceux-ci vers l'ouest en direction de l'océan, les rivières gersoises, principalement impliquées dans la catastrophe, et nées pour la plupart sur le plateau de Lannemezan, vont ouvrir leur éventail entre piémont pyrénéen et Garonne, rejointes par les nombreux cours d'eau qui prennent leur source sur les crêtes des coteaux de Gascogne.

Principales rivières et communes du Gers et des confluences dans les départements limitrophes.
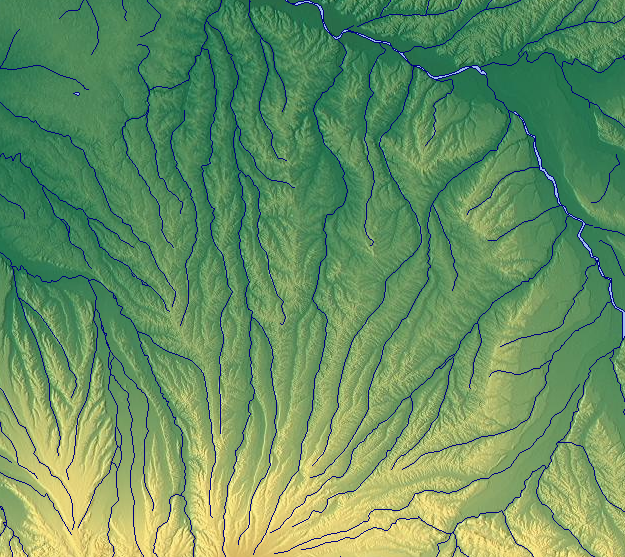
Le chevelu des rivières gersoises irriguant les coteaux de Gascogne, entre piémont pyrénéen et Garonne.
Rivières et communes gersoises les plus touchées par la catastrophe de 1977.

| Réseau hydrographique gersois d'Ouest en Est Phénomènes particulièrement importants : paroxysmes pluviométriques , destruction d'infrastructures , pertes humaines . |

| Rivière                    | Source                                    | Confluence                            | Principales villes traversées | Affluents |
| Gélise (92 km)             | Lupiac                                    | Baïse à Lavardac                      | Dému, Eauze | Izaute, Auzoue, Osse |
| Izaute (37,5 km)           | Dému                                      | Gélise à Sainte-Maure-de-Peyriac      | Lannepax, Bretagne-d'Armagnac, Cazeneuve, Labarrère | Rieuze (9,9 km), Launet (4,7 km), Castillon (4,1 km) |
| Auzoue (74,2 km)           | Bassoues                                  | Gélise à Mézin                        | Courrensan, Montréal, Fourcès | Sanipon (9,1 km), Tonnetau (4,9 km), Répassat (6,6 km), Larluzen (10 km) |
| Osse (120,3 km)            | Plateau de Lannemezan à Bernadets-Debat   | Gélise à Nérac                        | Montesquiou, Saint-Arailles, Vic-Fezensac, Mouchan, Gondrin | Lizet (13,6 km), Guiroue (26,3 km) |
| Baïse (188 km)             | Plateau de Lannemezan à Capvern-les-Bains | Garonne à Saint-Léger                 | Mirande, Valence-sur-Baïse, Condom | Petite Baïse, Baïsole, Gélise, Auloue |
| Petite Baïse (75,1 km)     | Plateau de Lannemezan                     | Baïse à L'Isle-de-Noé                 | Ponsan-Soubiran, Viozan, Moncassin, Miramont-d'Astarac, L'Isle-de-Noé | Baïse Darré (11 km), Galavette (12,8 km), Sole (20,3 km) |
| Baïsole (47,2 km)          | Plateau de Lannemezan à Lagrange          | Baïse à Saint-Michel                  | Saint-Ost, Viozan, Sauviac, Cuélas, Saint-Michel | Lautan (7,5 km), Léoup (9,1 km) |
| Auloue (45,4 km)           | Saint-Jean-le-Comtal                      | Baïse à Valence-sur-Baïse             | Ordan-Larroque, Antras, Jegun, Castéra-Verduzan , Ayguetinte, Valence-sur-Baïse | Loustère (14 km), Larros (7,9 km) |
| Auvignon (55,7 km)         | Mas-d'Auvignon                            | Garonne à Feugarolles                 | Mas-d'Auvignon, Castelnau-sur-l'Auvignon, Gazaupouy | Petit Auvignon, Garaillon (9,7 km), Lignats (6,7 km) |
| Petit Auvignon (23,6 km)   | La Romieu                                 | Auvignon à Montagnac-sur-Auvignon     | La Romieu, Pouy-Roquelaure | Lambronne (6,7 km), Saumenègre (4,4 km), Grave (4,1 km) |
| Sousson (33,9 km)          | Aujan-Mournède                            | Gers à Pavie                          | Aujan-Mournede, Clermont-Pouyguilles, Durban, Labejan , Lagarde-Hachan, Lasseran, Lasseube-Propre, Loubersan Lourties-Monbrun, Pavie, Saint-Arroman, Saint-Jean-le-Comtal, Samaran, Seissan | Galinon (4,2 km), Gurlanne (4,2 km), En Traouère (4,5 km), Trémoulets (4,8 km) |
| Gers (175,6 km)            | Plateau de Lannemezan                     | Garonne à Layrac                      | Chélan, Panassac, Masseube , Seissan, Pavie, Auch , Preignan, Montestruc-sur-Gers , Fleurance, Lectoure                                                                                     | Cier de Garaison (13,7 km), Gèze de Cizos et Castelnau-Magnoac (11,7 km), Cédon de Lourties-Monbrun (18,7 km), Sousson, Arçon, Aulouste de Nougaroulet (20,6 km), Talouch de Duran (14 km), Ousse de Préchac (10,6 km), Lauze de Réjaumont (16,3 km), Auchie de Terraube (15,8 km) |
| Arçon (18,2 km)            | Auterive                                  | Gers à Preignan                       | Auterive, Haulies, Pessan, Montégut, Auch, Leboulin, Montaut-les-Créneaux Preignan, Roquelaure                                                                                              | Larroussagnet (9,4 km), Carrerasses (2,8 km), Leboulin (4,1 km), Pey Barbé (3,7 km), En Tourette (2,5 km) |
| Auroue (62,4 km)           | Puycasquier                               | Garonne à Saint-Nicolas-de-la-Balerme | Castet-Arrouy, l'Isle-Bouzon | Petite Auroue (9,6 km), Lesquère (9,9 km), Métau (11 km), Sempesserre (7,1 km), Rat (6,9 km) |
| Arrats (131 km)            | Plateau de Lannemezan                     | Garonne à Valence-d'Agen              | Castelnau-Barbarens, Mauvezin, Saint-Clar, Marsac | Orbe, Arrats de devant, Gélon (8,4 km), Campunau (8,7 km) |
| Orbe (18 km)               | Augnax                                    | Arrats à Homps                        | Augnax, Mansempuy, Monfort | |
| Arrats de devant (14,1 km) | Plateau de Lannemezan                     | Arrats à Bézues-Bajon                 | Saint-Blancard, Cabas-Loumassès, Lalanne-Arqué, Manent-Montané, Aussos, Bézues-Bajon | Ruisseau de la métairie du bois (1,4 km), ruisseau du Briquet (1,4 km), ruisseau des Gouttillets (1,3 km), ruisseau de Nax (1,5 km) |
| Serre (31,9 km)            | Castéron                                  | Garonne à Saint-Nicolas-de-la-Grave   | Castéron | Cézone (9,8 km), Braquets (7,4 km), Tistets (8,5 km), Gat (8,2 km) Rieutord (11,6 km) |
| Marcaoue (36,4 km)         | Pellefigue                                | Gimone à Touget                       | Polastron, Gimont, Escornebœuf, Touget | Lahas (6 km), Béjon (5,6 km) |
| Gimone (136 km)            | Plateau de Lannemezan                     | Garonne à Castelsarrasin              | Gimont , Monbardon, Labrihe, Sarrant, Touget, Mauvezin | Marcaoue, Sarrampion (25,4 km), Lauze (23 km) |
| Gesse (52 km)              | Plateau de Lannemezan                     | Save à Cadeillan                      | Cadeillan | Larjo (16,2 km), Merdet (6,8 km) |
| Boulouze (20,1 km)         | Lahage                                    | Save à Marestaing                     | Pébées, Seysses-Savès, Auradé | |
| Save (148,4 km)            | Plateau de Lannemezan                     | Garonne à Grenade                     | Lombez, Samatan, L'Isle-Jourdain , L'Isle-en-Dodon | Gesse, Aussoue, Bernesse, Boulouze, Seygouade (18,3 km), Arsène (14 km) |
| Aussoue (34 km)            | Plateau de Lannemezan à Castéra-Vignoles  | Save à Labastide-Savès                | Montégut-Savès | Espienne, Lieuze, Naudet (14 km), Gradoue (7,3 km) |
| Espienne (18 km)           | Saint-Frajou                              | Aussoue à Sauvimont                   | Montadet | |
| Lieuze (15,5 km)           | Le Pin-Murelet                            | Aussoue à Labastide-Savès             | Saint-Loube, Monblanc | |

Phénomènes particulièrement importants : paroxysmes pluviométriques , destructions d'infrastructures , pertes humaines .

##### La compagnie d'aménagement des coteaux de Gascogne
Le déficit en eau que connaît structurellement la Gascogne en été est ainsi compensé par les excédents hivernaux grâce à ce système de transfert des eaux de la Neste et de retenues créées sur les rivières gasconnes par la compagnie d'aménagement des coteaux de Gascogne (CACG) dans le cadre de la concession qui lui est confiée par décret en 1963.
Créée en 1959, la CACG a alors pour mission la maîtrise quantitative de l’eau dans l'objectif du développement rural de la Gascogne. À la fois société d'aménagement régional (SAR) et société d'économie mixte (SEM), elle est soumise à des impératifs de gestion et d’efficacité économique. Les usagers agricoles y sont particulièrement représentés au travers des chambres d’agriculture qui font partie de son actionnariat privé. Les actionnaires publics (régions et départements) y sont cependant majoritaires, détiennent la maîtrise de la ressource stratégique de l'eau et sont à même d’en orienter la gestion dans le sens de l’intérêt général pour l’ensemble des usagers. L’État dispose quant à lui, en sa qualité de concédant des ouvrages hydrauliques, d’un important levier.
Ainsi, depuis le début des années 1960, la CACG crée les capacités de stockage et les moyens d’adduction en eau nécessaires au développement de l’irrigation des cultures en Gascogne. À la suite du « système Neste », sont construits, en tête de rivière cette fois, de nouveaux réservoirs à Miélan sur l'Osse en 1967 et à Astarac sur l'Arrats en 1976. L’irrigation, aujourd'hui fortement décriée parce qu'assimilée à une entreprise de dégradation de l’environnement et de course à la rentabilité, est alors essentiellement pratiquée en plaine et sur les coteaux du Gers, du Tarn-et-Garonne, de la Haute-Garonne et des Hautes-Pyrénées, le Gers se situant en première position en termes de surface irriguée.

## Définition de mesures de prévention

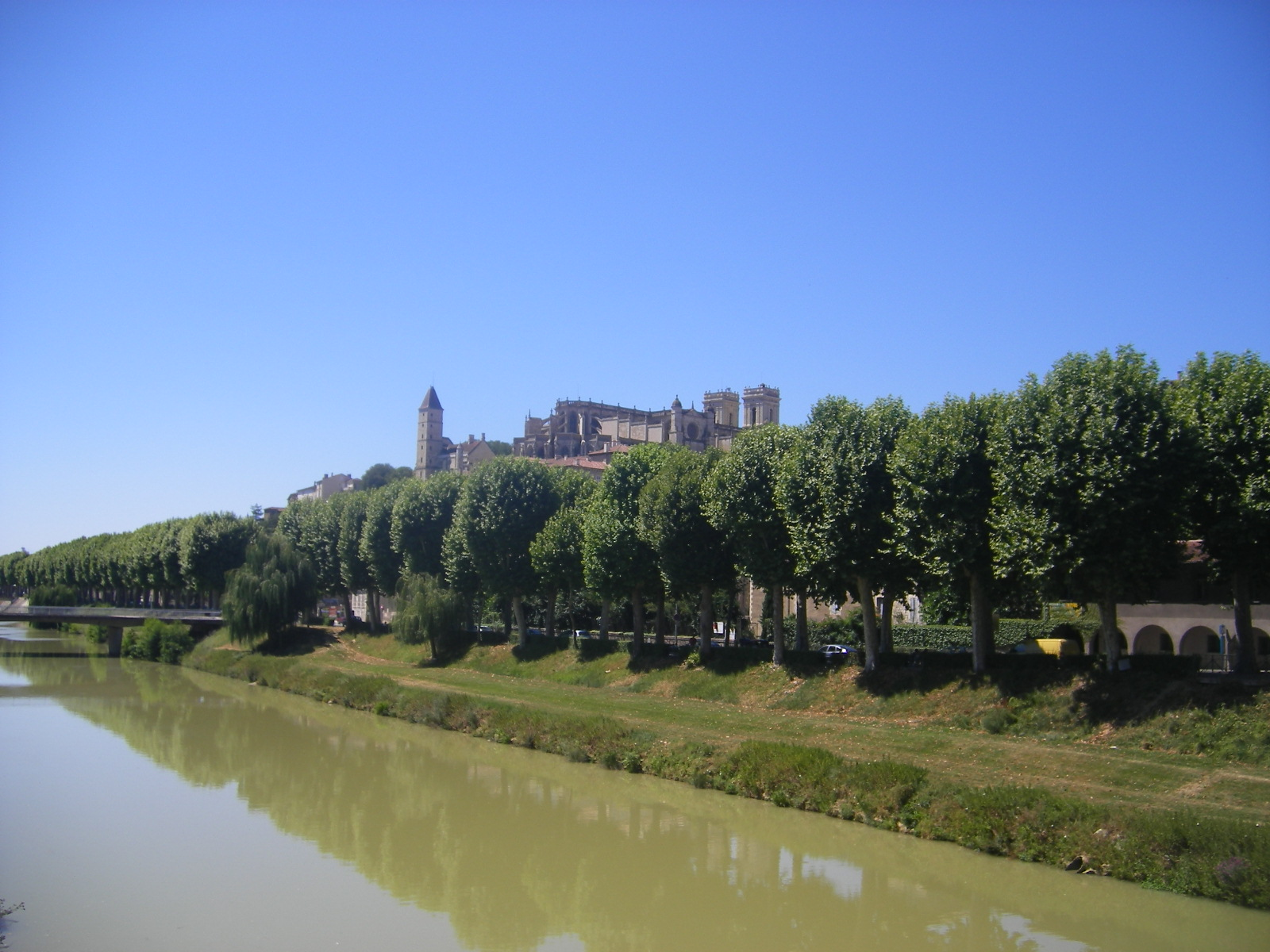
Le Gers à Auch, entre « haute ville » et « basse ville », recalibré depuis la catastrophe. Par beau temps on peut voir depuis ce point la chaîne des Pyrénées sur la gauche.

## Commémorations

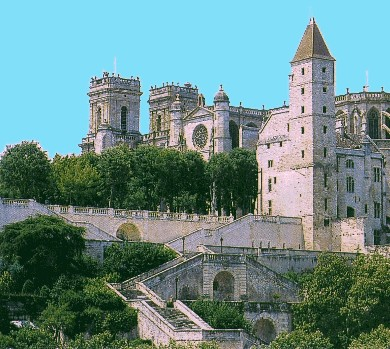
Des rives du Gers, l'escalier monumental gravit la colline en direction de la cathédrale Sainte-Marie d'Auch. L'artiste catalan Jaume Plensa a déposé son œuvre sur le deuxième palier en mémoire des victimes de la rivière meurtrière.

Le sculpteur catalan Jaume Plensa a réalisé en mémoire des victimes de la catastrophe une œuvre en deux parties :
- L'Observatoire du temps est une gigantesque plaque de fonte déposée, comme l'unique station d'un chemin de croix, sur le deuxième palier de l'escalier monumental gravissant la colline depuis la rive gauche du Gers jusqu'à la cathédrale Sainte-Marie d'Auch et sur laquelle est gravé le récit biblique du Déluge. Surgissant du centre du texte, un puissant rayon lumineux scrute le ciel, comme pour en prévenir les caprices.

- L'Abri impossible est installé en regard sur l'autre rive, dans la « basse-ville » submergée par les eaux, au pied de la passerelle débouchant sur la petite église Saint-Pierre. Ce sont quatre colonnes de fonte dressées comme les piles d'un pont, serrées au point d'emprisonner les hommes dans le flot gonflé de la rivière[17].

### Sources
- Les inondations catastrophiques de juillet 1977 en Gascogne, Roger Lambert et Jean-Pierre Vigneau, Toulouse-le-Mirail, in Annales de géographie n° 497, janvier-février 1981
- Vidéos des reportages sur le site de l'INA
- Le conflit Charlas, Éric Grujard, in Les enjeux géopolitiques de la préservation de la ressource en eau en France, pp. 210 à 267

### Autres notes et références
1. ↑  Lambert et Vigneau, op. cit. p. 35
2. ↑  Lambert et Vigneau, op. cit. p. 17
3. ↑  Lambert et Vigneau, op. cit. p. 21
4. ↑  Lambert et Vigneau, op. cit. p. 3
5. 1 2 3  Lambert et Vigneau, op. cit. p. 4
6. ↑  Lambert et Vigneau, op. cit. pp. 7 et 40
7. ↑  « METEO FRANCE - Terribles inondations en Gascogne », sur meteo.fr, 8 juillet 1977 (consulté le 22 septembre 2015).
8. ↑  Cf. la carte de vigilance « crues » du SCP Garonne
9. ↑  Lambert et Vigneau, op. cit., pp. 49 à 54
10. ↑  Lambert et Vigneau, op. cit., pp. 50 et 17
11. ↑  Lambert et Vigneau, op. cit., p. 11
12. ↑  Grujard, op. cit., p. 228
13. ↑  Grujard, op. cit., p. 242
14. ↑  Grujard, op. cit., p. 256
15. 1 2  Grujard, op. cit., p. 230
16. ↑  Grujard, op. cit., p. 236
17. ↑  Voir les photographies de l'œuvre sur le site viatolosana.fr

### Webographie
- Le site vigicrues du ministère de l'écologie
  - Carte de vigilance du service de prévision des crues des affluents de la Garonne
  - Graphique des crues de référence à Auch donnant 6 mètres 50 pour la crue du 8 juillet 1977 (Lambert et Vigneau donnent 7 mètres 76)
- Schéma directeur de prévision des crues du bassin Adour-Garonne
- Plaquette informative sur l'entretien des rivières par la communauté de communes du grand Auch
- Bulletin d'information de la fédération des syndicats de la Save, décembre 2006 : prévention des risques d'inondation du bassin de la Save